# エミナ・ツンムライ
エミナ・ツンムライ （アルバニア語:Emina Cunmulaj、1984年9月12日 - ）あるいはエミナ・チュンムラジュは、モンテネグロのファッションモデル。
両親はアルバニア人で、アメリカ合衆国に移住後エミナが生まれた。しかし1988年にモンテネグロへ家族で再移住した。そのため、アルバニア語が流暢に話せる。
2001年に旧ユーゴスラビアで開催されたエリートモデルルックで準優勝し、これをきっかけにアメリカへ渡る。2005年のD&Gやヴァレンティノのコレクションで注目を集めた。